# Liste bekannter Benediktiner
Diese Liste ist chronologisch nach Geburtsjahr geordnet und beinhaltet eine Auswahl von überregional bedeutenden Mitgliedern des Benediktinerordens.

## 6. bis 8. Jahrhundert
- Gregor der Große (540–604), Papst, Biograph Benedikt von Nursias, Kirchenvater und Kirchenlehrer
- Willibrord (≈658–739), angelsächsischer Missionar, Abt zu Echternach und Bischof von Utrecht
- Pirminius (670–753), Missionsbischof, Gründer von Kloster Reichenau und anderer Klöster, Heiliger
- Bonifatius (*672/73–754), Heiliger, Missionar („Apostel der Deutschen“) und Kirchenreformer
- Beda Venerabilis (≈672/73–735) Theologe und Geschichtsschreiber, Kirchenlehrer
- Burkard, Heiliger (683/85–755), gründete mit Bonifatius um 738 das erste Kloster in Neustadt am Main und wurde im Jahre 741 von Bonifatius zum ersten Bischof von Würzburg geweiht (741–54)
- Otmar von St. Gallen (≈689–759), Heiliger, Erster Abt von St. Gallen
- Willibald von Eichstätt (≈700–787/88), Bischof von Eichstätt
- Wunibald (701–761), Abt im Kloster Heidenheim
- Lullus (710–786), erster Erzbischof von Mainz und Gründer der Abtei Hersfeld
- Megingaud von Würzburg (710–783), Heiliger, war nach Burkard der zweite Abt im Kloster Neustadt und auch der zweite Bischof von Würzburg (754–69)
- Hrabanus Maurus (780–856), Abt von Fulda, 847–856 Erzbischof von Mainz, Universalgelehrter, Heiliger
- Gumbert von Ansbach (8. Jahrhundert), Benediktinerabt und Heiliger

## 9. bis 11. Jahrhundert
- Gunther von Rinchnach (955–1045), Gründer des Klosters Rinchnach, Einsiedler, Heiliger
- Guido von Pomposa (≈970–1046), Heiliger und Abt
- Johannes XVIII. (+ nach 1009), Papst
- Guido von Arezzo, auch (Guido) Aretinus (≈992–1050), italienischer Benediktinermönch, Musiktheoretiker und Lehrer, unter anderem Erfinder der Solmisation
- Petrus Damiani (1006–1072), Kardinal, Heiliger, Kirchenlehrer
- Humbert von Silva Candida (1006/10–1061), Legat und Kardinal
- Viktor III. (1027–1087), Papst, Seliger
- Walter von Pontoise (≈1030–1099), Abt und Heiliger
- Anselm von Canterbury (≈1033–1109), Abt, Theologe und Philosoph, Heiliger, Kirchenlehrer, Begründer der Scholastik
- Urban II. (1035–1099), Papst, Seliger
- Gelasius II. († 1119), Papst

## 12. bis 16. Jahrhundert
- Innozenz IV. (1195–1254), Papst
- Clemens VI. (1290–1352), Papst in Avignon
- Urban V. (1310–1370), Papst, Seliger
- Wilhelm von Selling († 1494), englischer Abt des Klosters Christ Church in Canterbury
- Nikolaus Basellius (≈ 1470–1532), Humanist, Schriftsteller und Chronist im Kloster Hirsau

## 17. und 18. Jahrhundert
- Maurus Bächl (1668–1749), Abt von Weltenburg, Erbauer der barocken Klostergebäude
- Vincent Marsolle († 1682), französischer Benediktinermönch, Generaloberer der Kongregation von Saint-Maur
- Simon Bougis (1630–1714), französischer Benediktinermönch, Abt und Generaloberer der Kongregation von Saint-Maur
- Jean Mabillon (1632–1707), Gelehrter und Begründer der Historischen Hilfswissenschaften
- Dom Pérignon (1638–1715), Begründer des Verfahrens zur Schaumweinherstellung
- Roman Märkl (1659–1744), Abt und barocker Bauherr im Kloster Metten
- Rupert Neß (1670–1740), Miterbauer des Klosters Ottobeuren, Abt im Kloster Ottobeuren
- Maurus Xaverius Herbst (1701–1757), Abt von Kloster Plankstetten, Mystiker, Diener Gottes
- Dom Bédos (1709–1779), Organist, Orgelbauer, Verfasser von L’Art du facteur d’orgues (Die Kunst des Orgelbauers)
- Martin Gerbert (1720–1793), Fürstabt von St. Blasien im Schwarzwald, Theologe, Musikhistoriker, Historiker, Sammler
- Pius VII. (1742–1823), Papst
- Berthold Rottler (1748–1826), Fürstabt von St. Blasien im Schwarzwald und St. Paul in Kärnten, Professor, Historiker, Numismat

## 19. Jahrhundert
- Gregor von Scherr (1804–1877), erster Abt von Metten nach der Säkularisation, von 1856 bis 1877 Erzbischof von München und Freising
- Prosper-Louis-Pascal Guéranger (1805–1875), erster Abt der wiederbegründeten Abtei Saint-Pierre de Solesmes, Begründer der liturgischen Bewegung
- Utto Lang (1806–1884), Abt von Metten, erster Präses der wiedererrichteten Bayerischen Benediktinerkongregation, Konzilsvater beim Ersten Vatikanum
- Bonifaz Wimmer (1809–1887), Mönch von Metten, Begründer des Mönchtums in Nordamerika, erster Erzabt der Erzabtei St. Vincent
- Jean-Baptiste Muard (1809–1854), Mystiker, Gründer der Abtei Pierre-qui-Vire
- Beda Schroll (1823–1891), Historiker, Handschriftenexperte, Mönch des Stiftes St. Paul in Kärnten
- Maurus Wolter (1825–1890), erster Erzabt der Erzabtei Beuron, Gründer und Leiter der Beuroner Kongregation
- Placidus Wolter (1828–1908), erster Abt von Maredsous, Erzabt von Beuron und der Beuroner Benediktinerkongregation
- Romain Banquet (1840–1929), Gründer und erster Abt von En-Calcat, geistlicher Schriftsteller
- Anselm Schott (1843–1896), Herausgeber des Schott-Messbuches
- Andreas Amrhein (1844–1927), Klostergründer der späteren Erzabtei St. Ottilien und erster Leiter der Benediktinerkongregation von St. Ottilien
- Edmund Schmidt (1844–1916), Begründer der modernen textkritischen Erforschung der Benediktusregel
- Johannes Leo von Mergel (1847–1932), Abt von Metten, 75. Bischof von Eichstätt
- Ildefons Schober (1849–1918), Abt von Seckau, Erzabt von Beuron und Generalsuperior der Benediktinerkongregation von St. Ottilien
- Hildebrand de Hemptinne (1849–1913), Abt von Maredsous, von 1893 bis 1913 erster Abtprimas der Benediktinischen Konföderation
- Willibrord Benzler (1853–1921), Abt von Maria Laach, dann Bischof von Metz
- Willibald Wolfsteiner (1855–1942), erster Abt von Ettal nach der Wiederbesiedlung
- Columba Marmion (1858–1923), Abt von Maredsous, Seliger
- Cuthbert Butler (1858–1934), Abt von Downside, Historiker
- Albanus Schachleiter (1861–1937), Abt des Prager Emmausklosters, NSDAP-Mitglied, „der deutsche Abt“, suspendierter Priester
- Norbert Weber (1870–1956), erster Erzabt von St. Ottilien
- Fidelis von Stotzingen (1871–1947), Abt von Maria Laach, dann von 1913 bis 1947 Abtprimas der Benediktinischen Konföderation
- Raphael Molitor (1873–1948), erster Abt von Gerleve, Kirchenrechtler und Musikwissenschaftler, Abtpräses der Beuroner Benediktinerkongregation
- Lambert Beauduin (1873–1960), Liturgiker
- Ildefons Herwegen (1874–1946), Abt von Maria Laach, Liturgiewissenschaftler
- Bonifatius Sauer (1877–1950), Abtbischof von Tokwon, Begründer der deutschen Benediktinermission in Korea, Märtyrer
- Alfredo Ildefonso Schuster (1880–1954), Abt von St. Paul vor den Mauern, Erzbischof von Mailand, Kardinal, Vorsitzender der Italienischen Bischofskonferenz, Seliger
- Simon Konrad Landersdorfer (1880–1971), Theologe, Abt von Scheyern, von 1936 bis 1968 Bischof von Passau, Konzilsvater beim Zweiten Vatikanum
- Odo Casel (1886–1948), Liturgiewissenschaftler
- Bernard Kälin (1887–1962), Logiker, Abt von Muri-Gries, von 1947 bis 1959 Abtprimas der Benediktinischen Konföderation
- Emmeram Gilg (1887–1973), historisch längstregierender Abt von Weltenburg
- Benno Gut (1897–1970), Abt von Einsiedeln, von 1959 bis 1967 Abtprimas der Benediktinischen Konföderation, Kurienkardinal
- Emanuel Maria Heufelder (1898–1982), Abt von Niederaltaich, Pionier der Ökumene
- Corbinian Hofmeister (1891–1966), Abt von Metten, Widerstandskämpfer gegen den Nationalsozialismus

## 20. Jahrhundert
- Urbanus Bomm (1901–1982), Abt von Maria Laach, Choralwissenschaftler
- Eugène Cardine (1905–1988), Begründer der Gregorianischen Semiologie
- Paul Augustin Kardinal Mayer (1911–2010), Abt von Metten, Kurienkardinal
- Franz Bachler (1915–2003), Abt und Erzabt mit der historisch längsten Amtszeit im Stift Sankt Peter (Salzburg)
- Hans Hermann Groër (1919–2003), Erzbischof von Wien, Kardinal, zurückgetreten unter Verdacht sexuellen Missbrauchs
- Thomas Niggl (1922–2011), Abt von Weltenburg, Byzantinist, Aktivist des Engelwerks
- Basil Hume (1923–1999), Abt von Ampleforth Abbey, Erzbischof von Westminster, Kardinal, Vorsitzender der Bischofskonferenz von England und Wales
- Nikolaus Egender (1923–2025), Abt der Dormitio-Abtei, Ehrenbürger von Jerusalem, Wiederbegründer der Mönchstradition auf der Insel Reichenau
- Benedikt Schwank (1923–2016), Neutestamentler
- Willigis Jäger (1925–2020), Mystiker und Zen-Meister
- Anno Schoenen (1925–2016), Abt von Maria Laach, dann von 1995 bis 2008 Abtpräses der Beuroner Kongregation
- David Steindl-Rast (* 1926), Mystiker
- Rembert Weakland (1927–2022), Abtprimas und Erzbischof von Milwaukee
- Emmanuel Jungclaussen (1927–2018), Abt von Niederaltaich, geistlicher Schriftsteller
- Gérard Calvet (1927–2008), Gründer und erster Abt der altritualistischen Benediktinerabtei Barroux
- Bernhard Stoeckle (1927–2009), Fundamentaltheologe, Rektor der Albert-Ludwigs-Universität Freiburg von 1977 bis 1983
- Viktor Josef Dammertz (1929–2020), Erzabt von St. Ottilien und Abtpräses, Abtprimas des Benediktinerordens, Bischof von Augsburg
- Jerome Theisen (1930–1995), 1992–1995 Abtprimas der Benediktinischen Konföderation
- Odilo Lechner (1931–2017), langjähriger Abt der Abtei St. Bonifaz in München und Andechs, Abtpräses der Bayerischen Benediktinerkongregation
- Maximilian Aichern (* 1932), Abt von St. Lambrecht, emeritierter Bischof von Linz
- Marcel Rooney (* 1937), Abt von Conception, 1996–2000 Abtprimas der Benediktinischen Konföderation
- Notker Wolf (1940–2024), Erzabt von St. Ottilien und Abtpräses, neunter Abtprimas (2000–2016) der Benediktinischen Konföderation
- Anselm Grün (* 1945), Schriftsteller
- Imre Asztrik Várszegi (* 1946), emeritierter Erzabt der ungarischen benediktinischen Territorialabtei Pannonhalma
- Gregory Polan, (* 1950), Abt von Conception, seit 2016 Abtprimas der Benediktinischen Konföderation
- Wolfgang Maria Hagl (* 1953), langjähriger Abt von Metten
- Gregor Maria Hanke (* 1954), Abt von Plankstetten, 82. Bischof von Eichstätt
- Karl Schauer (* 1956), ehemaliger Superior von Mariazell, Bischofsvikar der Diözese Eisenstadt
- Barnabas Bögle (* 1957), Abt von Ettal, ehemaliger Abtpräses der Bayerischen Benediktinerkongregation
- Benedikt Lindemann (* 1958), Alt-Abt der Abtei Dormitio Beatae Mariae Virginis in Jerusalem, jetziger Kamaldulenser
- Dominicus Meier (* 1959), Bischof von Osnabrück, ehemaliger Abt von Königsmünster (Meschede), früherer Weihbischof in Paderborn, Kirchenrechtler
- Stephan Haering (1959–2020), Kirchenrechtler
- Jeremias Schröder (* 1964), ehemaliger Erzabt des Klosters Sankt Ottilien, jetziger Abtpräses der Kongregation der Missionsbenediktiner
- Korbinian Birnbacher (* 1967), emeritierter Erzabt von Stift St. Peter in Salzburg, Vorsitzender der Ordenskonferenz Österreich
- Bernhard Eckerstorfer (* 1971), Mönch von Stift Kremsmünster, Rektor des Päpstlichen Athenaeums Sant'Anselmo
- Nikodemus Schnabel (* 1978), Ostkirchenexperte, Abt der Dormitio-Abtei Jerusalem